# Mantis Bug Tracker
Mantis Bug Tracker, eller MantisBT är en fri programvara och ett webb-baserat ärendehanteringssystem släppt under GPL version 2. Oftast används Mantis för att hantera mjukvaruproblem, men kan även konfigureras om för andra ändamål. Projektet påbörjades av Kenzaburo Ito och en vän. Senare, 2002, anslöt sig även Jeroen Latour, Victor Boctor och Julian Fitzell till projektet.
Namnet Mantis kommer från den engelska benämningen på bönsyrsan, en rovinsekt som har för vana att spåra och döda andra insekter, eller "bugs" (buggar).

## Modularitet
Mantis är modulärt uppbyggt och tillåter en mängd modifieringar för att bättre passa in i lokala system. Som ett exempel kan nämnas att programvaran stöder ett flertal databaser som till exempel MySQL, PostgreSQL, Microsoft SQL, IBM DB2 och Oracle.
Autentisering kan även det modifieras till att använda en lokal databas, LDAP eller Active Directory.
Programvaran använder även händelsedrivna insticksprogram, vilket tillåter användare att infoga kodsektioner för specifika funktioner.
Mantis kan även direkt länka till artiklar i dokumentationsmjukvaror såsom DokuWiki, MediaWiki, TWiki, WikkaWiki och XWiki.